# Canjáyar
Canjáyar község Spanyolországban, Almería tartományban. Lakosainak száma 1134 fő (2024).

## Földrajza
Canjáyar Alboloduy, Alsodux, Rágol, Instinción, Felix, Dalías, Padules, Beires, Ohanes és Las Tres Villas községekkel határos.

## Népesség
A település lakosságának változását az alábbi diagram mutatja:
| Lakosok száma | 1656 | 1575 | 1561 | 1506 | 1451 | 1365 | 1279 | 1214 | 1178 | 1134 |
|               | 2001 | 2004 | 2006 | 2009 | 2011 | 2014 | 2016 | 2019 | 2021 | 2024 |